# Pulsinduktionsmetalldetektor
Pulsinduktionsmetalldetektor (kurz PI-Metalldetektor, auch PI-Detektor) basieren auf dem Metallortungsverfahren der Pulsinduktionstechnik und dienen der Auffindung verborgener Metallobjekte in verschiedenen Medien.

## Geschichte und Entwicklung
Der erste Pulsinduktionsmetalldetektor wurde in den 1960er Jahren von C. Colani patentiert und später von verschiedenen Herstellern (z. B. Ebinger, Lorenz, Vallon) von Metallsuchgeräten weiterentwickelt.

## Funktionsweise
Die Pulsinduktionstechnik basiert auf der zeitgesteuerten Entkoppelung von Sende- und Empfangssignal einer Spule, die von Strom durchflossen wird und so ein pulsierendes Magnetfeld erzeugt. Die entstehenden Wirbelströme in Metallobjekten, die sich in diesem Magnetfeld befinden, erzeugen eine Art „Antwortsignal“, das von modernen Metalldetektoren analysiert werden kann und Rückschlüsse auf die geortete Metallart und -größe erlaubt.

## Anwendung
PI-Metalldetektoren werden heute vor allem im Kampfmittelräumdienst und in der Industrie (Lebensmittel, Holzwirtschaft) eingesetzt. Auch als Unterwassermetallsonden kommen sie zum Einsatz, da sie im nassen Salzwasserbereich nur unwesentlich Störungen ausgesetzt sind.
Moderne PI-Metalldetektoren verfügen oft über eine bedingte Metallartenunterscheidung im Bereich Eisen/Nichteisen und werden auf Grund ihrer hohen Leistung häufig als Tiefortungssonden eingesetzt, wobei Tiefen von bis zu acht Metern erreicht werden können.